# Мъгленска крепост
Вижте пояснителната страница за други значения на Мъглен.
Мъгленската крепост (на гръцки: Κάστρο Μογλενών, Κάστρο Χρυσής) е средновековна крепост, чиито развалини се намират днес в Егейска Македония, Гърция, в дем Мъглен (Алмопия), непосредствено до село Слатина.

## История
Крепостта е изградена в ранновизантийския период, вероятно преди VI век. През следващите векове селището бавно се развива и се оформя като крепост.
Крепостта е идентифицирана като Мъглен – средновековен град, седалище на едноименната византийска тема и епархия поне от XI век.
Според пътешественика от XIX век Алфред Делакулонш това е мястото на античния град Европос, версия приета и от археоложката Депсина Евгениду. На мястото обаче не са открити антични останки и за местоположението на Европос има и други версии - в 1913 година Николаос Пападакис го идентифицира с Рудинското кале край Рудино (Алорос).
Крепостта е отбранявана от кавхан Дометиан и болярина на Мъгленската област Илица срещу войските на Василий II Българоубиец, който за да я превземе в 1015 година е принуден да отклони река Мъгленица, подкопава основите на твърдината и чак след като използва и огън, успява да проникне в крепостта. Мъглен е споменат в грамотите на император Василий II, определящи границите на Охридската архиепископия.
В 1082 година градът е окупиран от норманиите на Боемунд, който се грижи и за възстановяването на стените. През същата година великият доместик Григорий Бакуриани прогонва норманите и разрушава стените.
През XII век по време на династията на Комнините Мъглен е място за заточение на еретици, а по-късно място за заселване на печенеги. В XII век е засвидетелстван епископ Иларион Мъгленски (1134 - 1164). 
Крепостта минава в български ръце в XIII век при цар Иван Асен II. Около 1350 година е завладян от сърбския крал Стефан Душан, а по-късно може би отново става византийски за известно време. Изглежда, че през този период крепостта запада и постепенно запустява, вероятно много преди турското завоевание в края на XIV век.
След 1922 година бежанците, заделени в района използват строителен материал от крепостта и базиликата, за да построят къщите си.
В 1980 година Мъгленската крепост е обявена за защитен археологически обект.

## Описание
Проучването на обекта започва в периода 1985 - 1987 година. Запазените стени на крепостта са от X – XII век, но вероятно са изградени върху по-стари. Стените са проследими цялостно, но по-добре запазени са в южната и югоизточната част. Оцелелите стени са с дължина около 500 m и достигат до 7 m височина. Дебели са 2,4 m. Стените са направени от речни камъни от река Мъгленица и редове счупени тухли. Запазени са две елипсовидни, една кръгла и една квадратна кула. Открити са и два храма от X - XII век.
Селището оградено от стените обхваща 40 декара, като изглежда е било разширено на изток. В рамките на крепостта е открита трикорабна епископска базилика от XI - XII век. Извън стените, в Долния град е открита гробищна църква.